# Hoplodactylus rakiurae
Hoplodactylus rakiurae är en ödleart som beskrevs av  Thomas 1981. Hoplodactylus rakiurae ingår i släktet Hoplodactylus och familjen geckoödlor. IUCN kategoriserar arten globalt som nära hotad. Inga underarter finns listade i Catalogue of Life.